# Асурани
Асура́ни (англ. Asurans), також репліка́тори Пега́са — у франшизі «Зоряна брама» — мислячі роботи, жителі планети Асурас у галактиці Пегас (серіал «Зоряна брама: Атлантида»).
Упродовж 10 тисяч років асурани вели ізольоване життя і перейшли до активних дій з прибуттям до Пегаса землян. Вперше з ними зіткнулися підполковник Шепард, доктор МакКей, Тейла і Ронан через два роки після знайдення Атлантиди. Спочатку їх сприйняли за Древніх, проте невдовзі виявилося, що вони машини, сукупність нанороботів (нанітів), що мали людиноподібну форму і були створені Древніми для використання у війні з рейфами. Асурани прагнули використати землян для власної еволюції та помститися Древнім за обмеження своєї волі.

## Фізіологія
Асурани є сукупністю пов'язаних між собою нанороботів, які обмінюються інформацією через підпросторовий зв'язок. Нанороботи можуть збиратися в згустки і надавати їм тої форми, якої вимагає конкретне завдання. Переважно вони перебувають у людиноподібній формі, яку з вигляду неможливо відрізнити від справжньої людини. Кожен згусток має власну особистість, копії яких знаходяться в загальній мережі асуранів. Тому за розпаду чи знищення згустка кожна особистість може бути відновлена на іншому. За потреби нанороботи здатні проникати крізь найменші пори в перешкодах і всередину живих істот для взаємодії з їхнім мозком, наприклад, зчитування пам'яті. Фізично зруйнувати згустки асуранів украй важко, оскільки вони не мають органів та швидко набувають початкової форми. Єдиний спосіб ефективно протистояти їм — це дія особливого поля, яка руйнує зв'язки між нанороботами.
Програмне ядро асуранів містить величезну кількість команд, які забезпечують певну гнучкість у прийнятті рішень. Проте асурани не здатні творити нове, а лише копіювати вже відоме.

## Історія
В часи війни Древніх (лантійців) з рейфами, було створено нанороботів асуранів, призначених для знищення рейфів. Самоорганізовуючись задля успішного виконання завдань, ці самовідтворювані нанороботи формували все складніші структури, врешті копіюючи своїх творців як найдосконаліших відомих їм істот. Лантійці заклали в них базову агресію, спрямовану проти рейфів, і заборону самими втручатися до свого коду.
Як наслідок самосвідомі асурани зненавиділи своїх творців, оскільки їхня свобода була обмежена спрямованістю на війну. Однак вони не могли зашкодити Древнім через запобіжні програми, а самі Древні вирішили, що самосвідомість асуранів є недосконалістю. Древні відправили на Асурас флотилію кораблів, що випалили планету. Проте кілька нанітів вижило і після зникнення Древніх вони створили цивілізацію на рівні творців та відтворили їхні технології. Рейфам вдалося внести зміни до програмного ядра ослаблених асуранів та відключити базову агресію проти себе. Оскільки асурани не могли служити рейфам джерелом їжі, ті більше не розцінювали рейфів як ворогів і 10 тисяч років ізольовано жили на Асурасі. Древні видалили всі згадки про свій невдалий експеримент з архівів, крім координат Асураса.
У 2006 році земна експедиція в галактиці Пегас знайшла Асурас і спершу сприйняла її жителів за вцілілих Древніх. Зважаючи на їхні високі технології, люди вирішили укласти союз з асуранами. Тоді і було з'ясовано, що ця цивілізація є машинами, несправедливо обмеженими своїми творцями. Прибулих до Пегаса землян асурани розцінювали як здатних виправити програмний код і позбавити їх від закладеної агресії, тому пообіцяли обміняти свої знання на редагування коду. Машинам вдалося втертися в довіру і перконати людей зняти обмеження. Проте насправді асурани розцінювали людей як улюблених дітей Древніх, яким дісталася більша турбота, тому поставили собі за мету знищити все, породжене своїми творцями. Вони захопили мозок Елізабет Вейр, звідки добули інформацію про сучасний стан галактики.
Асуранам вдалося захопити Атлантиду, відремонтувати її та забезпечити енергією задля вторгнення в Чумацький Шлях, але дією спеціального поля згустки нанітів було знищено завдяки партизанській боротьбі Шепарда, МакКея і Вейр. Навчені цією невдачею, асурани перейшли до використання звичайних матеріалів, а не власних згустків, конструюючи автоматичні кораблі для повторного нападу.
Земляни завдали випереджувального ядерного удару по Асурасу, що знищив міста на поверхні. У відповідь асурани створили і послали до Атлантиди супутник, який змусив місто-корабель покинути рідну планету. В останню мить перед відльотом супутник вразив Атлантиду, пошкодивши численні системи. Позаяк реплікатори загрожували лишити рейфів без їжі — людей, рейфи пішли на тимчасовий союз із землянами. Невдовзі в 2008 році Шепард, МакКей, Вейр і Ронан здійснили вилазку на Асурас, де завдяки залишкам нанітів у мозку Елізабет змогли знову переписати код машин. У результаті вдалося настільки посилити зв'язки між нанітами, що вони стали зливатися в єдину масу, яка проломила кору планети і спричинила її вибух. Репілкаторів було переможено, проте разом з тим втрачено всі їхні технології та Вейр, тіло якої наніти встигли захопити.
Скоро вияивлося, що вцілілі реплікатори утворили нові тіла та разом з Вейр намагалися знайти шлях до Вознесіння. Вони сподівалися, як і Древні, перейти на вищий рівень буття, але ставши енергетичними істотами, опинилися в нестерпних умовах. Оскільки їхня присутність перешкоджала роботі електроніки, атлантійці створили асуранам нові тіла. Було ухвалено поселити роботів на віддаленій планеті, та через колишню підступність реплікаторів довіру до них було втрачено. Земляни відправили їх у відкритий космос, де асурани лишилися безпорадними і їхня подальша доля невідома.